# 高樹千佳子
高樹 千佳子（たかぎ ちかこ、1979年6月5日 - ）は、日本の会社員、元タレント・フリーアナウンサー。現姓：多田、旧姓：前田。かつてセント・フォースに所属していた。

## 来歴
神奈川県横浜市西区出身。生誕は長崎県（母親の里帰り出産にて誕生）し、小学校1年生から5年生の間は大阪府にて過ごす。1999年4月、白百合学園中学校・高等学校卒業後、1浪を経て2000年4月、横浜国立大学工学部建設学科に入学。
2002年4月、横浜国大在学2年時に週刊文春の恒例企画「篠山紀信女子大生写真館」に母親の勧めで応募し掲載されたグラビア写真が、所属事務所であったセント・フォースの社長の目に留まりスカウトされ芸能界入り。『めざましテレビ』（フジテレビ）のお天気キャスターとして芸能界デビュー。
2003年3月、同大学卒業。同年12月3日、当時レギュラー出演していた『めざましテレビ』の放送開始10周年記念企画で、「T.N.T.」のユニット名でCDデビュー。
2005年3月31日、『めざましテレビ』のお天気キャスターを降板後、同年4月、姉妹番組である『めざましどようび』と『すぽると!』のキャスターに就任し、翌年10月1日に『すぽると!』を降板。
2009年12月5日、当時レギュラー出演していた番組を体調不良を理由に急遽出演を休止、その3日後、自身のブログにて椎間板ヘルニアを患った事を公表した。その後は病気療養のため2週間ほど全面的に芸能活動を休止し、同年12月19日に前述のレギュラー2番組に出演し一旦は復帰したが、2010年1月5日、椎間板ヘルニアが再発したため、『めざましどようび』は復帰不可となり、番組降板。
2013年8月14日、1年の交際を経て、4歳年下の一般人男性と入籍。2016年8月、第1子女児を出産。
40歳を目前に芸能活動に見切りを付け、大学時代に学んでいた建築に関する職種への転職を目論見、2018年1月から宅地建物取引士の勉強を開始。同年12月に資格試験に合格し、資格取得。
同年の大みそかに放送されたフジテレビ系列の新潟総合テレビ開局50周年 報道特別番組「ニイガタ開港の秘密－新潟港開港150周年－」が最後の番組出演となり、2019年4月末日、セント・フォースとのマネジメント契約を解消し、芸能界を引退。
翌5月1日付けで、社会人未経験ではあるがオープンハウスに就職し、翌年係長に昇進。同社マーケティング本部広報ディレクターとして、広報業務に従事している。その一環で2020年10月からTOKYO FMで放送されているオープンハウス提供の「オープンハウス presents ググっと！GOODTOWN」へのレギュラー出演を開始。番組は2023年9月までの3年間続けられた。
2023年、NECグループのフォーネスライフに転職し、広報・PRを担当。

## 人物・エピソード

### 人物
- “芸能界屈指の音楽マニア”と呼ばれ著名な音楽評論家らも一目置くほどのレベルで、多くの音楽マニアから高く評価されている。音楽関係のテレビ番組やラジオ番組などへの出演も数多く、自身のブログにおいても音楽関連の話題が大半を占めている[9]。一番好きなアーティストはB'zであり、稲葉浩志の母校であるという理由で横浜国立大学に進学した[10][11]。洋楽（ロック、UK系）への造詣も深く[12]、国内外問わず数多くの音楽フェスを観覧していた[12]。
- 大学で建築を専攻したのは、中学三年の時に神戸に単身赴任していた父親が阪神・淡路大震災で被災し、荒廃した街を目の当たりにしたことがきっかけだったという 。4年時には防災の研究室に所属していた。「めざまどようび」のココ調コーナー（時には、「めざましテレビ」の防災キャスターとして）では、2008年（平成20年）6月の岩手・宮城内陸地震をはじめ日本各地の災害現場を取材してきた[13]。
- 酒と納豆が好きである。特に酒は焼酎と日本酒を好む。
- 低血圧で朝起きが苦手。目覚まし時計を3個使っている。
- 身長165cm、体重49kg。

### お天気キャスター時代（2002年 - 2005年）
- ダジャレを言うことがよくあり、「自分の日常会話のようなもの」と後に語っている。当時、週刊プレイボーイにて連載していたコラム&エッセイの「高樹千佳子の晴れに歌えば♪」でもダジャレを連発していた[14]。
- 「めざましテレビ」の出演最終日、オンエア後に後任となる4代目お天気キャスターの皆藤愛子と高樹の歓送迎会が行われた。その歓送迎会は2人の名前（皆藤愛子の“愛”と高樹千佳子の“チカ”）を『愛・地球博』にかけた“愛・チカ博”という名称だったという[15]。

## 出演
- 2016年7月から2019年4月末の引退に至るまでは特定のレギュラー番組を持つことなく、単発でのテレビ・ラジオ番組出演や紙媒体のメディア、またイベント等のゲスト出演などが主たる活躍の場であった。

### テレビ
- めざましテレビ（フジテレビ、2002年4月-2008年9月）[16]
- めざましどようび（フジテレビ、2005年4月-2010年3月）
- すぽると!（フジテレビ、2005年4月-2006年10月、スポーツキャスター）[17]
- Star Channel シネマ・コンシェルジュ（スター・チャンネル、2006年2月10日-2008年3月）
- 悠遊!オフタイム（BS朝日、2006年10月18日 - 2007年6月27日、小堺一機のアシスタント）
- ランキンの楽園（金曜、毎日放送・TBS、2006年11月24日-2008年3月14日 アシスタント）
- "笑"たいむ2008-2009（NHK-BS2、2008年4月-2009年3月、マネージャー役（サブMC） お笑い芸人の木村祐一と）
- SONICMANIA（テレビ神奈川、2008年4月-2010年9月、MC）
- よい国のニュース（BS日テレ・日テレNEWS24 2011年7月-2012年3月、アシスタント）
- NIKKEI×BS LIVE 7PM（BSジャパン、2012年4月-2013年3月 女性MC ※月〜木曜の出演）
- LOVE&ROCK（nottv、2012年12月-2013年9月 サブMC ※月2回放送）
- カウントダウン E.T（MUSIC ON! TV、2013年7月-2014年3月 、番組内コーナー「CDET NEWS」キャスター役）
- 好きになった人（日本テレビ ※毎改編期放送　2012年までアシスタント役で出演）
- スイーツ甲子園（BSフジ　※毎年9〜10月頃放送　2010〜2011年　2代目サブMCとして出演）
- 土井善晴の美食探訪（BS朝日、2018年10月）
- 爆報! THE フライデー（TBS、2021年3月5日）
- ポップUP!（フジテレビ、2022年5月17日）[18]

### ラジオ
- 高樹千佳子の AL MIO PASSO（TOKYO FM[19]、2005年1月〜2007年6月、パーソナリティ）
- DHCカウントダウン・ジャパン（TOKYO FM系列、2008年4月〜2010年1月、荘口彰久の2代目アシスタント）
- TOYOTA Presents 〜高樹千佳子のハイブリッドな週末（TBSラジオ制作・JRN系列 2009年5月-2011年4月、 パーソナリティ）
- feel the mind〜最上の出会い〜（TBSラジオ 2009年11月16日 - 19日）
- Kakiiin（TBSラジオ 2009年11月20日、2010年1月29日、2010年3月19日、2010年3月30日、2013年6月10日）
- GIFT from the Earth（FMヨコハマ、2012年4月1日〜2015年3月29日 、パーソナリティ）
- ALTERNATIVE NATION（InterFM897[20]、2015年10月-2016年6月）
- オープンハウス presents ググッと！GOODTOWN（2020年10月3日 - ・TOKYO FM） - パーソナリティ

他、多数

### テレビCF
- ポッカコーポレーション 「キレートレモン」（2005年-2007年）
- いまどき!ごはん（テレビ朝日の番組内インフォマーシャル・「高樹千佳子のごはんナビ」（2005年4月3日-2006年3月）
- 産経新聞（2005年）
- 山田建設（関東ローカル、2005年-2007年）
- 財務省・国土交通省 ポスター
- トヨタ 「ラクティス」、「TOYOTA F1」（フジテレビとのコラボレーションCM、2006年）
- リクナビNEXT（関西地区のみ、2007年）
- サンスター 「サンスタートニックシャンプー」（2008年度イメージキャラクター）
- NTT東日本 「オフィス光らせ隊」 （2008年）
- コナミ 「実況パワフルプロ野球・15」 （2008年）
- JR東日本 「モバイルSuica」 （2009年）
- ポーラ 「ホワイティシモ」 （2010年）[21]
- サントリー「BOSS贅沢微糖」『贅沢そば屋』篇（2010年）[22]
- 貝印「KAI RAZOR」(2011年）[23]

### 携帯サイト
- 所属事務所「セント・フォース」が主宰する携帯サイトのブログコーナーをはじめ、多くのコーナーに参加していた。

### インターネット
- 産経新聞の特設サイト「防災ネット」および、2005年10-12月の3ヶ月限定のブログ「防災王女のプリンセスライフ」にて。
- OCN Talking Japan[24]第56回に出演。

## 出版物

### CD
- 「約束の空」（2003年12月3日・avex trax ※T.N.T.のユニット名でリリース）

### 書籍
- 写真集「高樹 千佳子 1st DVD&PHOTOBOOK『Tapestry』」（2004年・集英社）
- エッセイ「高樹千佳子の晴れに歌えば♪」（2006年6月5日・集英社）
- 朗読CD絵本「エブリ リトル シング〜クワガタと少年〜」（2007年11月・ゴマブックス、大村あつし作、トミナガマキ画）

### 雑誌（コラム連載）
- 週刊プレイボーイ 「高樹千佳子のあっチカ！こっチカ！」（2004年4月-2005年12月）
- 月刊テレスポ! 「高樹千佳子のmonthly SPORT」（2005年12月号-2006年3月号　※雑誌の休刊により連載終了）
- 月刊CIRCUS 「音楽の女神」（2006年-2012年11月号　※雑誌の休刊により連載終了）
- MUSIC WEB MAGAZINE No.16  「高樹千佳子コラム」（2017年6月 - 2018年12月）